# Eiskalt entwischt
Eiskalt entwischt ist der Titel des dritten Langfilms der US-amerikanischen Zeichentrickserie SpongeBob Schwammkopf. Der Film erschien direkt auf DVD und wurde kurz darauf im US-Fernsehen ausgestrahlt. In Deutschland war die Episode erstmals am 5. Dezember 2009 auf Nickelodeon zu sehen.

## Handlung
Das Restaurant ‘Krosse Krabbe’ feiert sein zehnjähriges Bestehen. Burgerbrater SpongeBob, Kassierer Thaddäus und Inhaber Mr. Krabs sind an diesem Tag doppelt aufgeregt, erstens wegen der Feierlichkeiten, zweitens wegen der Gefahr, dass die wertvolle Krabbenburger-Formel gestohlen wird. Um dies zu verhindern hat Mr. Krabs einen Sicherheitsbeauftragten eingestellt: Patrick, den Seestern.
Durch ein Missgeschick werden SpongeBob, Patrick, Mr. Krabs und Thaddäus in den Kühlraum eingeschlossen und können nur durch einen Lüftungsschacht nach draußen kommen. Dort treffen sie auf Plankton, der seinen 1004. Versuch die Formel zu stehlen startet.
Währenddessen werden die Kunden in der Krossen Krabbe immer unruhiger, schließlich verlassen sie den Imbiss. SpongeBob kann seine Mitgefangenen befreien und zurück in das Restaurant bringen. Dort beginnt Mr. Krabs zu weinen, da keine Kunden mehr da sind, SpongeBob beginnt zu singen und alle Bewohner kehren zum Essen ein.

## Hintergründe
SpongeBob Schwammkopf wird seit 1999 im Fernsehen ausgestrahlt, zehn Jahre später wurde nun dieser Film produziert. Nicht nur das Restaurant, das seit der ersten Folge auftritt, sondern die gesamte Serie feiert ihr Zehnjähriges. Es ist der erste TV-Film der Serie, der in 16:9 gezeigt wurde.

## Wissenswertes
- In den USA hatte die Folge bei der Erstausstrahlung 7,7 Mio. Zuschauer.
- Der englische Episodentitel ist eine Anspielung auf das beliebte Party-Spiel „Truth or Dare?“ (im Deutschen etwa „Wahrheit oder Pflicht?“).
- Truth or Square wurde mit einem Schnitt von 7,4 auf TV.com bewertet